# سکارژسکو کوشچیلنه
سکارژسکو کوشچیلنه (به لهستانی:  Skarżysko Kościelne) یک روستا در لهستان است که در گمینا سکارژسکو کوشچیلنه واقع شده‌است. سکارژسکو کوشچیلنه ۲٬۷۰۰ نفر جمعیت دارد.